# Gambia Ports Authority Football Club
El Gambia Ports Authority Football Club es un equipo de fútbol de Gambia que juega en la Liga de fútbol de Gambia, la liga de fútbol más importante del país. El club fundado en 1973, juega sus partidos en el Serrekunda East mini-stadium.

## Historia
Fue fundado en el año 1973 en la capital Banjul y es patrocinado por Gambia Ports Authority, una empresa dedicada al transporte.

## Palmarés
- Liga de fútbol de Gambia: 6

1984, 1986, 1999, 2006, 2010, 2016
- Copa de Gambia: 3

1975, 1980, 2007
- Supercopa de Gambia: 2

2006, 2007

## Participación en competiciones de la CAF
| Temporada | Torneo                            | Ronda      | Club                | Casa  | Visita | Global      |
| --------- | --------------------------------- | ---------- | ------------------- | ----- | ------ | ----------- |
| 1976      | Recopa Africana                   | Preliminar | RC Kadiogo          | 1-4   | 1-2    | 2-6         |
| 1983      | Copa Africana de Clubes Campeones | Preliminar | ASC Diaraf          | 0-2   | 0-4    | 0-6         |
| 1985      | Copa Africana de Clubes Campeones | Preliminar | USFA Ouagadougou    | w.o.1 | w.o.1  | w.o.1       |
| 1985      | Copa Africana de Clubes Campeones | 1          | FAR Rabat           | w.o.2 | 0-8    | 0-8         |
| 2007      | Liga de Campeones de la CAF       | Preliminar | Asante Kotoko       | 1-0   | 0-1    | 1-1 (4-2 p) |
| 2007      | Liga de Campeones de la CAF       | 1          | Nasarawa United     | 2-1   | 0-3    | 2-4         |
| 2008      | Copa Confederación de la CAF      | Preliminar | ES Bingerville      | 0-1   | 0-3    | 0-4         |
| 2011      | Liga de Campeones de la CAF       | Preliminar | ASC Diaraf          | 0-2   | 1-1    | 1-3         |
| 2017      | Liga de Campeones de la CAF       | Preliminar | Sewe Sport          | 1-0   | 0-0    | 1-0         |
| 2017      | Liga de Campeones de la CAF       | 1          | AS Vita Club        | 1-1   | 0-2    | 1-3         |
| 2017      | Copa Confederación de la CAF      | Play-Off   | Al-Hilal Al-Ubayyid | 1-1   | 0-3    | 1-4         |

1- USFA Ouagadougou abandonó el torneo.

2- Ports Authority abandonó el torneo antes de jugar el partido de vuelta.

## Ex entrenadores
- Ebou Faye[1]
- Kabba Ceesay[1]
- Modou Lamin Fofana (1999-2001)[1]
- Demba Ramata (2001-2004)[1]
- Alagie Sarr (2006-noviembre de 2007)[1][3][4]
- Ebrima Cham Joof (diciembre de 2007-2008)[4][5]
- Modou Lamin Fofana (interino- 2008/2008-?)[1][5][6]
- Alagie Sarr (2013-septiembre de 2018)[7][8]

## Jugadores

### Jugadores destacados
- Mandou Bojang
- Abdou Rahman Dampha
- Pa Modou Jagne
- Tijan Jaiteh
- Mohamed Jallow
- Mustapha Jarju
- Furmus Mendy
- Sainey Nyassi
- Sanna Nyassi
- Demba Savage
- Saihou Gassama